# Barranc de la Boïga
El Barranc de la Boïga és un barranc del terme actual d'Isona i Conca Dellà i dels antics de Sant Romà d'Abella i Conques.
Es forma al vessant sud-oest del Tossal de la Collada (de 671 m. alt), a uns 645 m. alt., al sud-oest del poble de Sant Romà d'Abella, i de primer en marxa cap al nord-oest, per tot seguit girar pràcticament 90° i encarar la direcció sud-oest i sud-sud-oest, entrant de seguida dins de l'antic terme de Conques, que ja no deixarà. Discorre per ponent de la vila d'Isona, marcant la vall que separa la carena on hi ha el santuari de la Mare de Déu de les Esplugues d'aquella per on passa la carretera LV-5113 (la que mena a Sant Romà d'Abella).
Sempre en direcció sud-sud-oest, arriba a sota mateix de la cruïlla de les carreteres C-1412bz (antic traçat de la de Ponts a Tremp) i l'esmentada carretera de Sant Romà, i continua sempre en la mateixa direcció cap a una zona intermèdia entre Conques i Isona. Al cap poc es vessa en el riu de Conques, al sud-est de Conques i al sud-oest d'Isona, però més a prop de la primera vila que no pas de la segona.
Durant el seu curs, el barranc de la Boïga rep l'afluència de pocs barrancs més, la major part curts i sense nom conegut fora de l'àmbit estricte del seu entorn. El seu recorregut és, aproximadament, de 3,5 quilòmetres.

## Etimologia
El seu nom prové, sens dubte, del fet que una part del seu curs devia transcórrer per una boïga, és a dir, un terreny cultivable guanyat al bosc. El mot boïga és un dels mots catalans d'origen cèltic, i conté una arrel que significa guanyar.